# Naleśniki Hortobágy

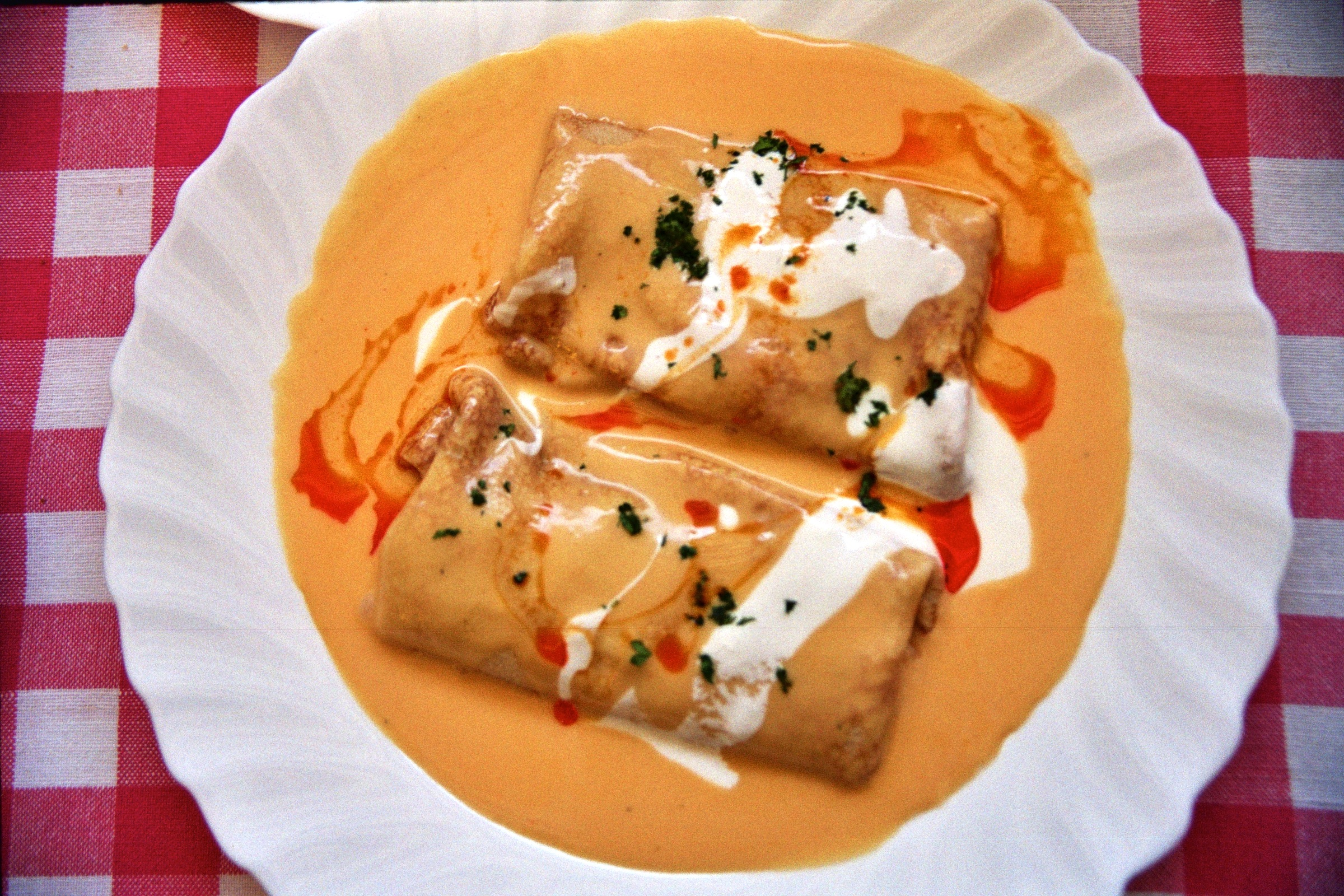
Naleśniki à la Hortobágy

Naleśniki à la Hortobágy (węg. hortobágyi palacsinta) – jedno z najpopularniejszych dań kuchni węgierskiej. Naleśniki nadziewane gulaszowym mięsem cielęcym, zawinięte w tzw. „kopertę” i polane sosem śmietanowo-pomidorowym. 
Według tradycji danie pochodzące z regionu Węgier nacechowanego kulturą stepowych pasterzy. 